# Чан Нак
Чан Нак (кхмер. ចាន់ ណាក; 27 травня 1892 — 7 листопада 1954) — камбоджійський політик, прем'єр-міністр країни у 1953—1954 роках.

## Кар'єра
1945 року був призначений на пост міністра юстиції, після чого очолював міністерство внутрішніх справ (1946—1947 та 1950). Від листопада 1953 до квітня 1954 року обіймав посаду голови уряду, одночасно утримуючи портфель міністра інформації.
У серпні 1954 року Чан Нак очолював Камбоджійську делегацію на Паризькій конференції, в якій окрім Камбоджі брали участь Франція, ДРВ, Південний В'єтнам і Лаос.